# Afonso I do Congo
Afonso I, nascido Nepemba Angiga ou Mvemba-a-Nzinga (1456 – 1542/1543), foi o manicongo do Reino do Congo entre 1506 e 1543. Ele é muito lembrado pelos esforços de consolidação do cristianismo como religião do Congo e pelo fortalecimento de relações com Portugal num período pré-colonial. Foi reconhecido na Europa e é considerado o melhor monarca do Reino do Congo, ganhando o epíteto de “Apóstolo do Congo” pela historiografia moderna.

## Biografia

### Antes do Reinado
Nascido por volta de 1456 com o nome de Nepemba Angiga, foi filho do manicongo Anzinga Ancua e sua consorte Anzinga Anlaza. Servia como governador da província de Sundi na época que os portugueses chegaram ao Congo, após a expedição liderada por Diogo Cão em 1482.[carece de fontes?] Depois do contacto com os portugueses, converteu-se ao cristianismo e estudou com padres durante 10 anos, tendo-se tornado fluente em português.
Em 1495 o rei do Congo voltou-se contra o cristianismo e voltou á religião tradicional, expulsando os missionários portugueses de Mabanza Congo. Tais missionários foram acolhidos por Afonso em sua província, onde continuaram á pregar o cristianismo.[carece de fontes?]

### Disputas pelo Poder
Com a morte de João I em 1506, o príncipe Afonso foi eleito rei pelo conselho de nobres graças á influência de sua mãe. Entretanto ele teve de enfrentar a oposição de Ampanzu Anzinga, seu meio-irmão e defensor da religião tradicional. Houve uma guerra entre os dois pelo poder, tendo o exército de Afonso contado como apoio dos portugueses e o uso de armas modernas.
A guerra foi vencida pelo rei em uma batalha nos arredores de Mabanza Congo, onde seu irmão Ampanzu foi morto e Afonso se consolidou como governante. Há uma lenda de que o rei teria visto o uma imagem de São Tiago com cinco guerreiros celestiais no céu, o que garantiu a sua vitória por intervenção divina. Tal afirmação foi usada para Afonso ser visto não apenas pelos congoleses, mas pelos portugueses como um rei por direito divino.

### Cristianização
Com a consolidação do rei ao trono foi iniciado um processo de cristianização do reino e aproximação com Portugal. Afonso ordenou que os totens e ídolos da antiga religião fossem destruídos e fez com que todos os nobres se convertessem ao catolicismo. Este esforço e devoção fez o manicongo ter muita popularidade entre os portugueses residentes e missionários da região. Segundo o padre Ruy d’Aguiar ele afirma;
“Quando ele dá audiência ou instrui as provas, suas palavras são inspiradas por Deus e pelos exemplos dos santos”, “que Vossa Alteza aprenda que sua vida cristã é como me parece, não como um homem, mas como um anjo enviado pelo Senhor a este reino para convertê-lo, principalmente quando ele fala e prega”. 

Este elogio ficará como a marca do reinado, como o mostra a carta de 1622 “Dom Afonso, segundo rei cristão que foi tão católico que as nossas crónicas de Portugal o chamam de apóstolo do Congo 
Em 1509 foi construída uma escola eclesiástica com capacidade para 400 alunos e com grandes muros ao redor. Na época foi uma grande inovação para a civilização congolesa. Em 1526 com a construção de uma grande igreja batizada de Igreja de São Salvador, a cidade de Mabanza Congo mudou o nome para São Salvador do Congo. O milagre descrito pelo rei foi desenhado no brasão de armas do reino, que foi utilizado por vários reis até 1860.

### Modernização do Congo
Segundo Ruy d’Aguiar, em 1516 o reino evoluiu bastante no aspecto social. Muitas escolas e igrejas foram construídas e já haviam mais de mil jovens educados no cristianismo e uma escola feminina administrada pela irmã do rei. Os nobres eram constantemente enviados á Lisboa para receberem uma educação superior. Dois dos alunos foram o sobrinho do monarca; Rodrigo e seu filho Henrique, sendo este último um exímio cristão e primeiro bispo negro da história ao ter recebido simbolicamente o bispado de Útica. Ainda houve outro sobrinho do rei também chamado de Afonso que se tornou professor.
Foram criadas insígnias ocidentais como o brasão, títulos nobiliárquicos e a obrigatoriedade do uso de vestimentas europeias pela aristocracia, que por sua vez tornou-se cada vez mais cristã e o português começou a ser falado no reino. O catolicismo romano ainda hoje é a maior religião em Angola e na República Democrática do Congo devido a influência que começava nesta época.

### Comércio de Escravos
A questão dos portugueses tornou-se problemática a partir do reinado de Afonso I, já que muitos se voltavam para o trabalho de comércio de escravos, negligenciando suas profissões no Congo. Por isso em 1510 uma carta do manicongo foi enviada ao rei de Portugal Manuel I, carta essa na qual era pedido uma figura de autoridade para comandar os portugueses no reino. Manuel respondeu com um ambicioso plano de desenvolver o Congo ao longo das linhas europeias em troca de marfim, cobre e escravos. Porém Afonso rejeitou a maior parte do plano. Enquanto isso, os residentes portugueses haviam gerado um comércio de escravos volumoso e lucrativo. Os portugueses puderam tirar proveito da sua posição no Congo; Lisboa não conseguiu controlar os seus colonos no país e São Tomé. No final, houve um envolvimento maciço dos lusitanos nos assuntos congoleses e uma quebra de autoridade no país.
Em 1526, Dom Afonso escreveu uma série de cartas condenando o comportamento violento dos portugueses em seu país e o estabelecimento do tráfico de escravos transatlântico. A certa altura, ele os acusou de ajudar bandidos em seu próprio país e de comprar ilegalmente pessoas livres como escravas. Ele também ameaçou fechar completamente o comércio. No entanto, no final, Afonso constituiu uma comissão de exame para determinar a legalidade de todos os escravos apresentados à venda.
Afonso foi um soldado determinado e estendeu o controle efetivo do Congo para o sul. A sua carta datada de 5 de outubro de 1514 revela as ligações entre os homens de Afonso, os mercenários portugueses ao serviço do Congo e a captura e venda de escravos pelas suas forças, muitos dos quais ele mantinha ao seu serviço.
Em 1526, Afonso escreveu duas cartas sobre o tráfico de escravos ao rei de Portugal, condenando a rápida desestabilização de seu reino à medida que os traficantes de escravos portugueses intensificavam seus esforços.

Em uma de suas cartas ele escreve que;
"A Cada dia os comerciantes capturam nosso povo - filhos deste país, filhos de nossos nobres e vassalos, até mesmo pessoas de nossa própria família. Essa corrupção e depravação são tão generalizadas que nossa terra está totalmente despovoada. Precisamos neste reino apenas de sacerdotes e professores, e nenhuma mercadoria, a menos que seja vinho e farinha para a missa. É nosso desejo que este Reino não seja um lugar para o comércio ou transporte de escravos. "Muitos dos nossos súditos desejam avidamente mercadorias portuguesas que os vossos súditos trouxeram para os nossos domínios. Para satisfazer esse apetite desordenado, eles se apoderam de muitos de nossos súditos negros livres […] Eles os vendem. Depois de ter levado esses prisioneiros [para a costa] secretamente ou à noite […] Assim que os cativos estão nas mãos de homens brancos, eles são marcados com um ferro em brasa.
Afonso acreditava que o tráfico de escravos deveria estar sujeito à lei do Congo. Quando suspeitou que os portugueses recebiam escravos ilegalmente para vender, escreveu a Dom João III em 1526 implorando-lhe que acabasse com a prática.
Afonso preocupava-se também com o despovoamento do seu reino através da exportação dos seus próprios cidadãos. O rei de Portugal respondeu às preocupações de Afonso, escrevendo que os relatos portugueses sugeriam que o reino tinha uma população tão elevada que nem notava os súbditos desaparecidos. Para amenizar as preocupações de Afonso, o rei sugeriu o envio de dois homens a um determinado ponto da cidade para fiscalizar quem está a ser negociado e quem pode contestar qualquer venda que envolva um súbdito do reino de Afonso. O rei de Portugal escreveu então que se cessasse o tráfico de escravos do interior do Congo, continuaria a exigir de Afonso provisões, como trigo e vinho.[carece de fontes?]
Já em 1539, descobriu que 10 familiares que tinha enviado a Portugal para estudar nunca haviam chegado, tendo sido desviados para trabalhar como escravos.

### Morte e Sucessão
Afonso teve uma vida longa e vários filhos e netos. Por este motivo a maioria dos príncipes disputavam a sucessão do trono. Em 1540 houve uma conspiração envolvendo portugueses residentes e nobres congoleses para assassina-lo, chegando a ser feito um atentado contra sua vida que fracassou. Afonso apenas viria a falecer entre o final de 1542 e início de 1543 de causas desconhecidas, sendo sucedido por seu filho Dom Pedro I que governou apenas por três anos até ser deposto. Foi substituído primeiramente por Francisco e posteriormente por Diogo.

## Descendentes
O rei Afonso I teve vários filhos, sendo a maioria mulheres que começaram outras casas reais no Congo.
- Pedro Anzinga Ambemba (1478 - 1566) reinando como Pedro I do Congo.
- Henrique (???? - 1531) Bispo de Umpangu e simbólicamente de Útica.
- Anzinga Ambemba, mãe dos reis Francisco I e Diogo I.
- Isabel Luqueni lua Anvemba, mãe do rei Álvaro I.
- Ana Antumba Anvemba, avó de Pedro II e bisavó de Álvaro VI e Garcia II.